# Liste der Monuments historiques in Trévol
Die Liste der Monuments historiques in Trévol führt die Monuments historiques in der französischen Gemeinde Trévol auf.

## Liste der Bauwerke
| Bezeichnung                                  | Beschreibung                       | Standort | Kennzeichnung | Schutzstatus | Datum | Bild           |
| -------------------------------------------- | ---------------------------------- | -------- | ------------- | ------------ | ----- | -------------- |
| Château d’Avrilly                            | Schloss, erbaut im 15. Jahrhundert | (Lage)   | PA00093321    | Inscrit      | 1999  | weitere Bilder |
| Château de Mirebeau                          | Schloss, erbaut im 17. Jahrhundert | (Lage)   | PA00093322    | Inscrit      | 1985  |                |
| Kirche St-Pierre (Fotos in der Base Mérimée) | Erbaut im 12./13. Jahrhundert      | (Lage)   | PA00093323    | Inscrit      | 1961  |                |
| Maison de Demou                              | Erbaut im 17./18. Jahrhundert      | (Lage)   | PA03000021    | Inscrit      | 2003  |                |

## Liste der Objekte
| Bezeichnung                                                                            | Beschreibung                              | Standort                       | Kennzeichnung | Schutzstatus | Datum | Bild |
| -------------------------------------------------------------------------------------- | ----------------------------------------- | ------------------------------ | ------------- | ------------ | ----- | ---- |
| Glocke                                                                                 | Bronze, 1720                              | in der Kirche St-Pierre (Lage) | PM03000540    | Classé       | 1918  |      |
| Grab für Pierre de Bonnay und Anne de Bigny (Fotos in der Base Palissy)                | Marmor, 16. Jahrhundert                   | in der Kirche St-Pierre (Lage) | PM03000539    | Classé       | 1902  |      |
| Skulptur Madonna mit Kind (Foto in der Base Palissy)                                   | Stein, polychrom gefasst, 16. Jahrhundert | in der Kirche St-Pierre (Lage) | PM03000541    | Classé       | 1918  |      |
| Zwei Skulpturen: Heiliger Laurentius und heiliger Antonius (Fotos in der Base Palissy) | Stein, 16. Jahrhundert                    | in der Kirche St-Pierre (Lage) | PM03000542    | Classé       | 1963  |      |